# Orienteringskarta

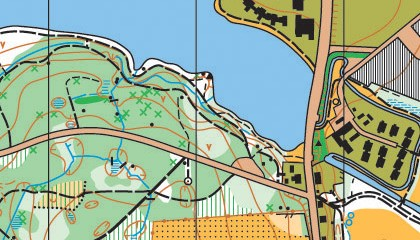
Utdrag ur en orienteringskarta.

En orienteringskarta är en karta som används vid orientering. De är mer detaljerade än vanliga topografiska kartor och normalt i skalorna 1:10 000 eller 1:15 000. Kartor i lärosyfte har länge funnits i större skalor, främst 1:5 000. Nya tävlingsformer inom fotorienteringen - läs: sprint/medeldistans - har gjort att dessa större skalor även har börjat användas i tävlingssammanhang. 
Basskalan för en orienteringskarta är idag 1:15.000, där övriga skalor av samma karta ska vara rena förstoringar av basskalan. På långdistanstävlingar förekommer 1:15 000 för 16-klassen samt juniorer och seniorer och 1:10 000 för övriga. Om terrängen är detaljrik kan arrangören erbjuda skala 1:7 500 för D/H45 och äldre. På medeldistanstävlingar, nattävlingar och stafetter används 1:10 000, men även där får 1:7 500 användas för D/H45 och äldre. Det har sedan 2019 blivit vanligare och vanligare att 1:7 500 erbjuds i s.k Öppna Klasser.
Vid sprinttävlingar är grundskalan 1:4 000 och på tävling 1:3 000 för D/H45 och äldre. Det gäller även för lärkartor, t ex skolgårdskartor, men där kan även större skalor förekomma.
Från början utövades orienteringssporten på kartor i skala 1:100.000, men kartskalan har förstorats efter hand. Beslutet om att gå över till 1:15.000 som basskala togs 1977.
Andra viktiga innovationer under de senaste 10-15 åren är framtagningen av särskild programvara (OCAD, PCmapper) för renritning och möjligheten att framställa särtryck med hjälp av färglaserskrivare.
Laserscanningen har också kommit, vilket innebär att klubbar kan beställa laserscanningar över områden. Laserscanningen visar höjdkurvningen med en väldigt exakt precision. Med hjälp av laserscanningen kan nu kartor göras mer precisa än förra generationens kartor, som inte använde sig av det. Man använder sig även av GPS-systemet när man ritar dagens orinteringskartor. Handdatorer och andra små datorer med pekskärm är hjälpmedel som kommit på senare år och gör att kartritaren kan redigera kartan ute i skogen. Datorn är då oftast kopplad till en GPS-mottagare, vilket medför att kartritaren får hjälp med positioneringen ute i skogen.